# L'Enfant aveugle
Pour plus de détails, voir Fiche technique et Distribution.
L'Enfant aveugle (Blind kind) est un film documentaire néerlandais réalisé par Johan van der Keuken, sorti en 1964.
C'est l'un des premiers films du réalisateur néerlandais Johan van der Keuken, qui a en effet réalisé de 1957 à 1964 une série de courts métrages (dont certains très courts), qui ne sont pas toujours comptés comme partie intégrante de sa filmographie.
Dans sa filmographie assez dense, exclusivement constituée de documentaires, L'Enfant aveugle occupe une place particulière puisque, avec sa suite L'Enfant aveugle 2 : Herman Slobbe, il constitue une sorte de diptyque où le jeu voyant/voyeur/non-voyant touche à l'ontologie (à l'essence) même du cinéma : en posant la question "qu'est-ce que voir" le réalisateur ne manque pas de demander "qu'est-ce que le cinéma". Il laisse la question ouverte.

## Fiche technique
- Titre original : Blind kind
- Réalisation : Johan van der Keuken
- Pays de production :  Pays-Bas
- Genre : documentaire
- Format : noir et blanc - 4/3 - 16mm
- Durée : 24 minutes
- Date de sortie : 1964

## Démarche documentaire
L'Enfant aveugle, en dépit de sa forme a priori fantasque et créative, est un film scrupuleusement construit autour de la vie d'enfants et d'adolescents d'une école spécialisée en Hollande. Pour émouvoir le spectateur, ou pour s'adresser à lui sur un plan émotif, chose à laquelle Van der Keuken a travaillé tout au long de sa carrière de réalisateur, le scénario retrace progressivement la lente et périlleuse éducation reçue par des enfants handicapés visuels de tous âges, avant de se finir sur une séquence conclusive qui les laisse apparaître livrés à eux-mêmes, avec lunettes et cannes blanches, dans les rues tumultueuses d'une grande ville. Le réalisateur imagine faire partager, ce qui ne manque pas d'audace à un niveau conceptuel ou esthétique, le stress vécu par ses personnages au contact de la vie réelle en saturant le spectateurs d'images, de sons, et de musique expérimentale dans une séquence très mouvementée où ces ingrédients s'entassent jusqu'à la nausée. Le stress du spectateur est ainsi dû a un trop plein d'images, alors que le stress du personnage est a contrario dû à leur absence angoissante : c'est là le pari artistique du film, qui s'appuie sur plusieurs idées : "vivre sans voir" implique tout à la fois des problèmes d'équilibre, de spatialisation, de sécurité, et finalement de solitude, etc. Ce sont ces thèmes qui sont patiemment égrainés pendant tout le film (avec ceux également de la beauté de la lumière, de l'Absence en elle-même [mise en abîme dans la séquence d'ouverture], de la musique)... constituant ainsi un ensemble original dont le sujet pourrait être "la réalité de l'aveugle vue par le cinéma". On retiendra également le style du film lui-même, ainsi que le montage virtuose qui placent ces deux opus parmi les références de l'histoire du film documentaire.